# Roger Shawyer
Roger J. Shawyer est un ingénieur en aérospatiale et un directeur de recherche dans la compagnie « Satellite Propulsion Research Ltd (SPR Ltd) » basée au Royaume-Uni, compagnie qu'il a fondée afin de développer la technologie de l'EmDrive,,,.